# جانرت (لوئیزیانا)
جانرت (به انگلیسی: Jeanerette) شهری در ایالت لوئیزیانا کشور ایالات متحده آمریکا است که جمعیت آن در سرشماری سال ۲۰۱۰ میلادی، ۵٬۵۳۰ نفر بوده‌است.